# Schronisko na Kaczmarce Trzecie
Schronisko na Kaczmarce Trzecie – jaskinia na wzgórzu Kaczmarka we wsi Czatachowa w województwie śląskim, w powiecie myszkowskim, w gminie Żarki. Znajduje się w lesie, w pobliżu wąskiej asfaltowej drogi z Czatachowej do osady Ostrężnik. Drogą tą prowadzi niebieski Szlak Warowni Jurajskich.

## Opis obiektu
Jaskinia typu schronisko znajduje się w odległości 5 m na południowy wschód od wschodniego otworu Jaskini Poziomej. Nieregularny otwór schroniska znajduje się w głębi skalnego kanionu. Ma szerokość 1 m i wysokość 0,5 m. Zaraz po jego prawej stronie jest boczna, dwumetrowej długości odnoga, ale zagruzowana. Właściwy, siedmiometrowej długości korytarzyk biegnie w lewo opadając pod kątem około 20°. Jego wysokość dochodzi do 1,5 m, a szerokość 2,5 m
Schronisko powstało w późnojurajskich wapieniach skalistych na tej samej fudze międzywarstwowej co Jaskinia Pozioma. Wypływa nim główna część wody odwadniające ten rejon wzniesienia. Namulisko jest próchniczne, nacieków brak. Otwór porastają mchy i kępy zanokcicy skalnej.
Dokumentację i plan schroniska opracował M. Czepiel w lutym 2001 r.

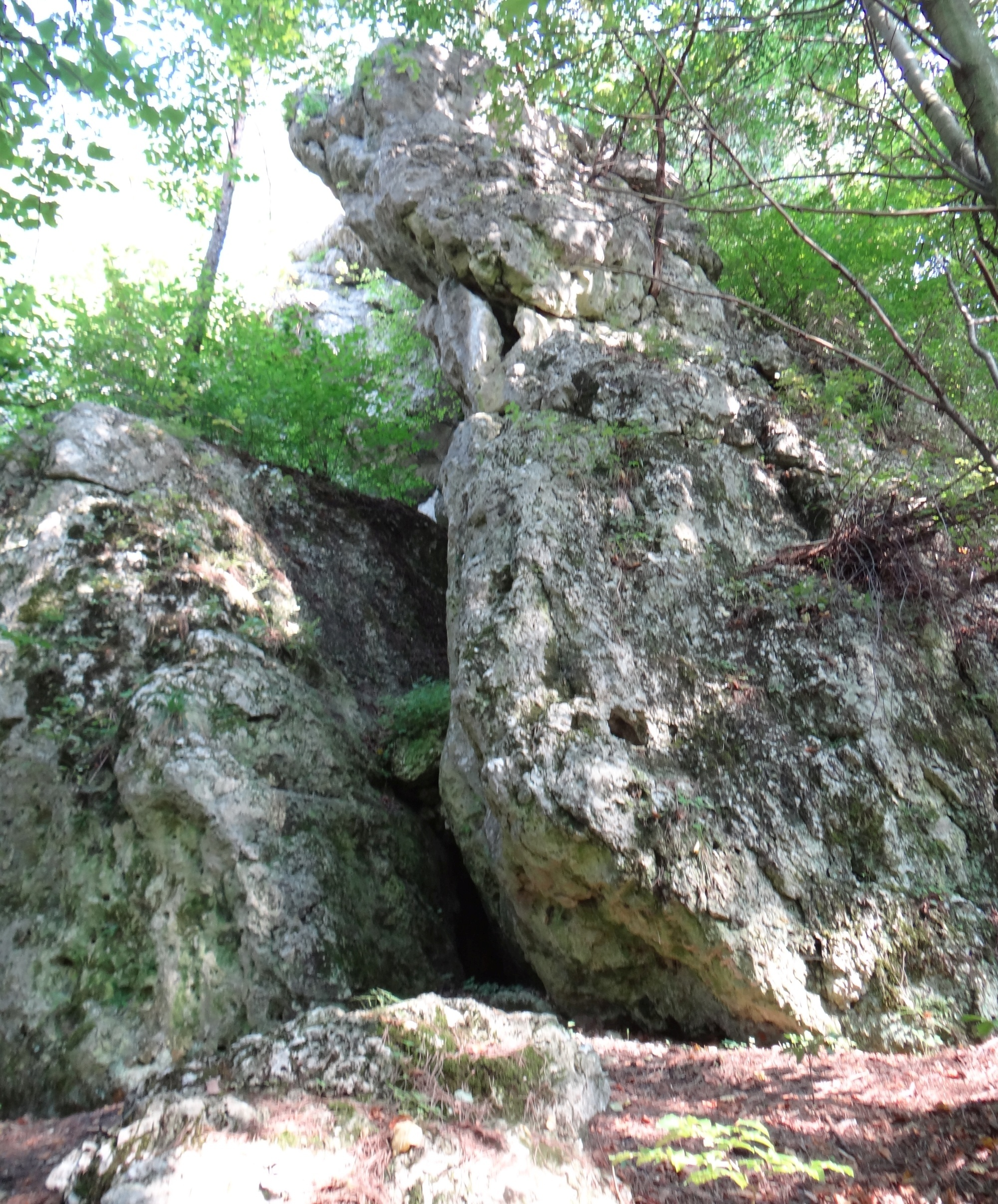
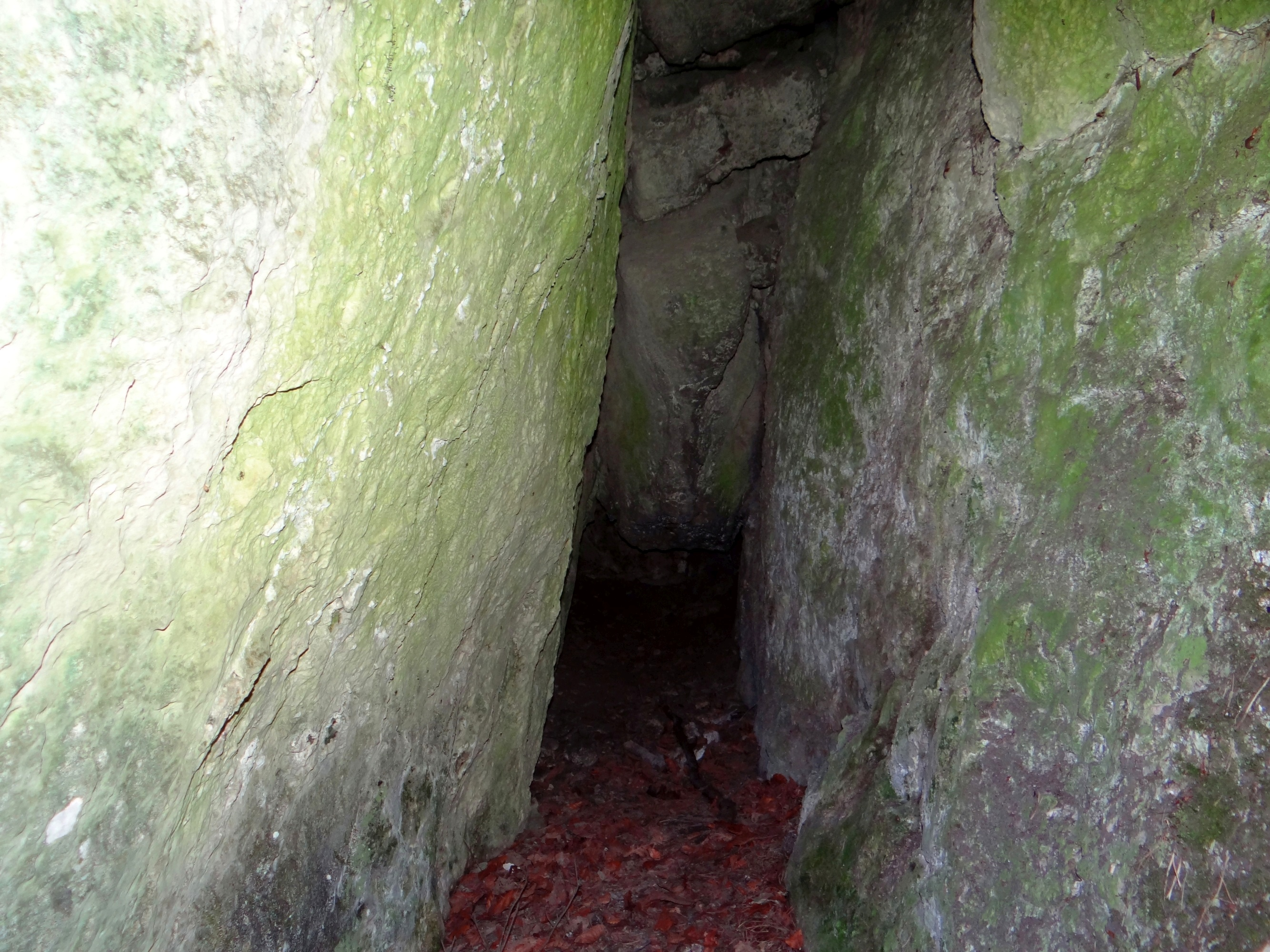
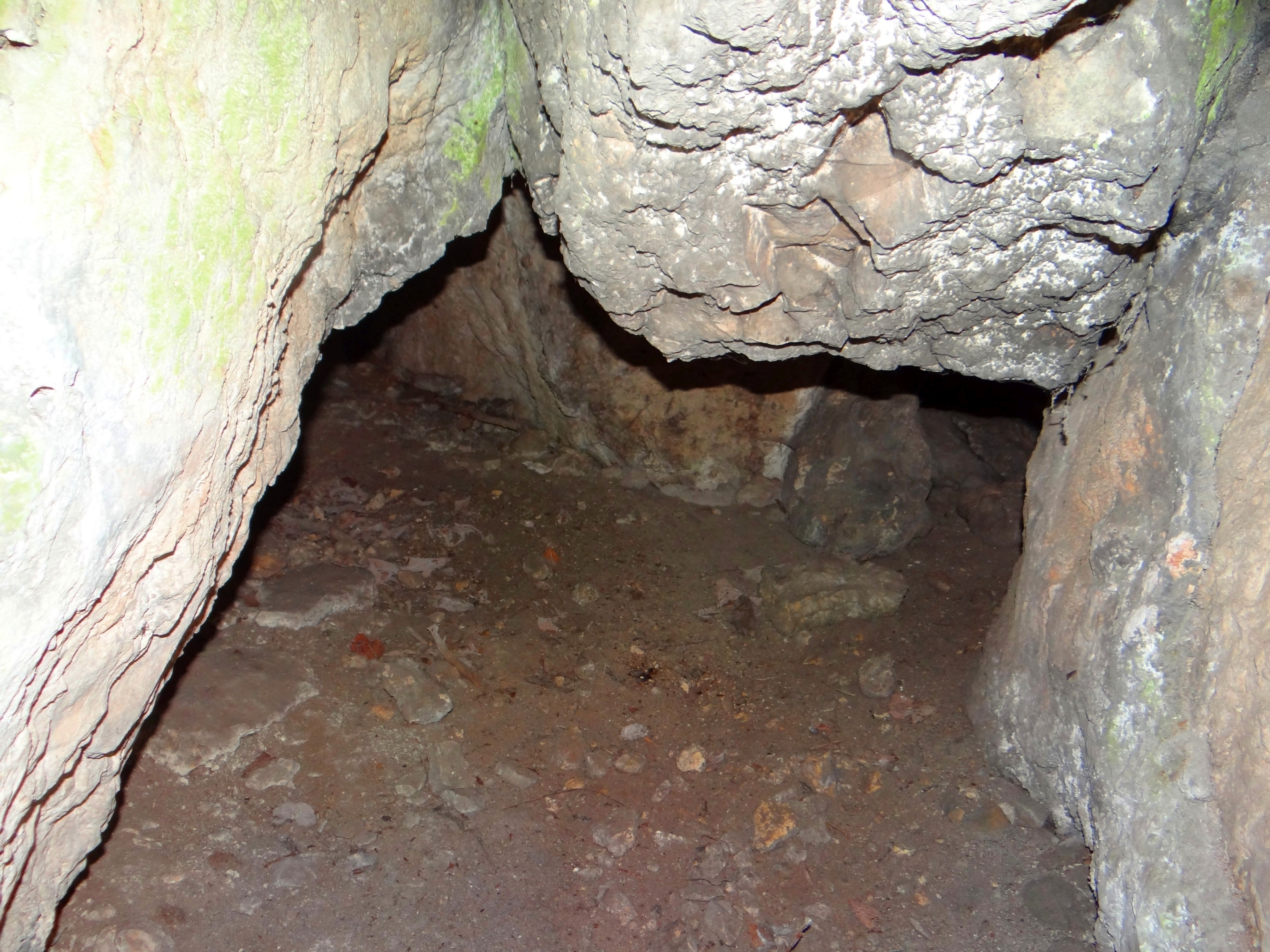
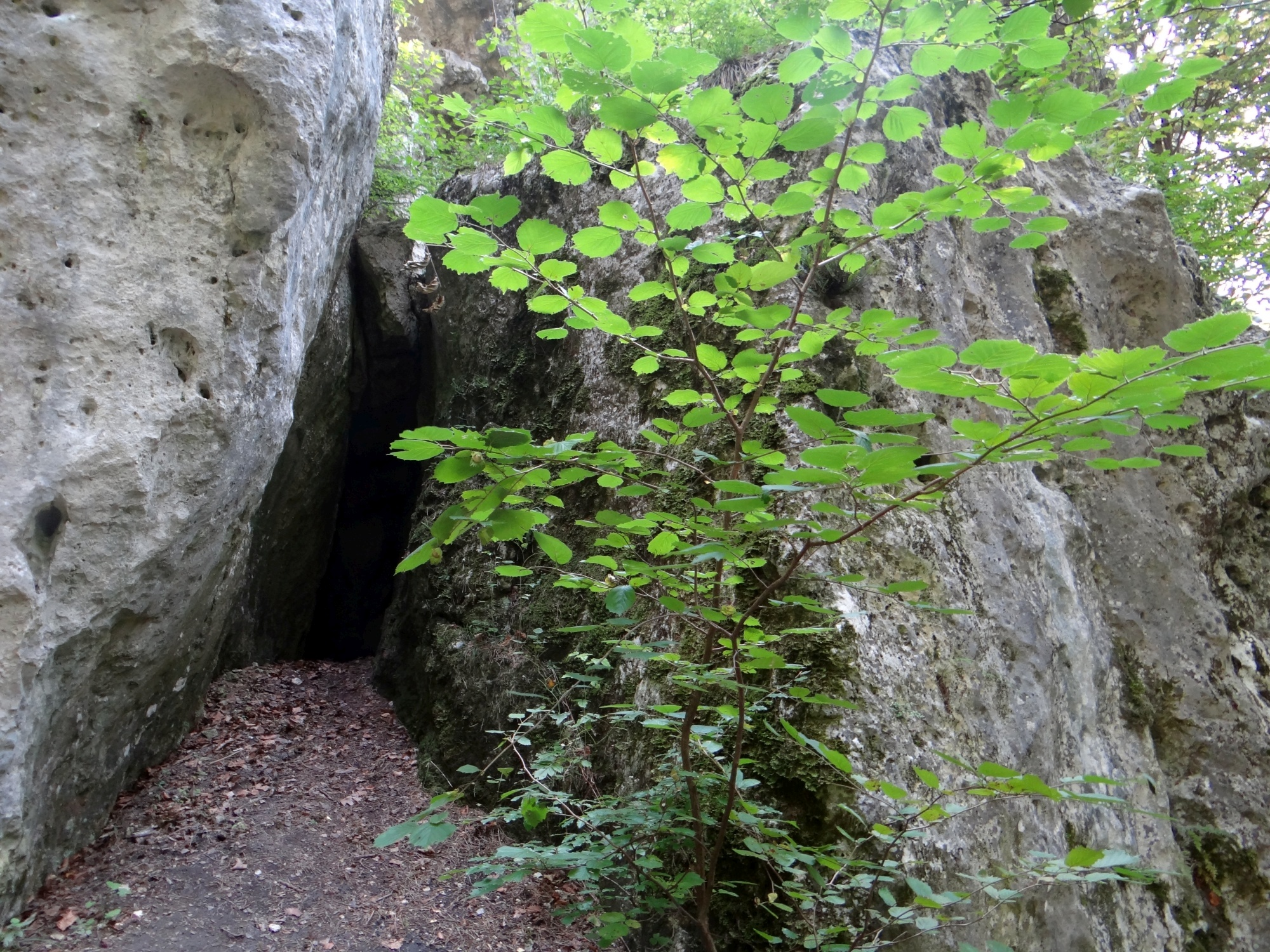

W tych samych skałach co Schronisko na Schronisko na Kaczmarce Trzecie i Jaskinia Pozioma znajduje się jeszcze Schronisko na Kaczmarce Czwarte i Schronisko na Kaczmarce Piąte.